# 마크 셰퍼드
마크 셰퍼드(Mark Sheppard, 1964년 5월 30일 ~ )는 잉글랜드의 배우이다.

## 출연 작품
- 엘리게이터 엑스 (2014)
- 수퍼내추럴 시즌10 (2014)
- 자유의 아들들 (2013)
- 미스테리어스 아일랜드 (2012)
- 우주 전쟁: 걸라이어스 (2012)
- 레버리지 시즌5 (2012)
- 수퍼내추럴 시즌7 (2011)
- 인형의 집 (2009)
- 미들맨 - TV시리즈 (2008)
- 바이오닉 우먼 (2007)
- 척 (2007)
- 브로큰 (2006, Broken)
- 고스트 앤 크라임 (2005)
- 데스노트 vs 이블노트 (2004)
- 메가로돈(영어판) (2004)
- 나인 라이브스 (2004)
- 배틀스타 갤럭티카 - 2004년 시리즈 (2004)
- 딥 쇼크 (2003)
- 룸 101 (2001)
- 로스트 보이지 (2001)
- 데블 스네이크 (2001)
- CSI 라스베가스 시즌1 (2000)
- 슈터 2 (1999)
- 솔저 포춘 (1997)
- 사랑 이야기 (1996)
- 아버지의 이름으로 (1993)